# 生駒市立病院
生駒市立病院（いこましりつびょういん）は、奈良県生駒市に所在する市区町村立病院。指定管理者制度を利用し、医療法人徳洲会が管理している。

## 診療科
- 内科
- 消化器内科
- 循環器内科
- 外科
- 小児科
- 産婦人科
- 腎臓泌尿器科
- 整形外科
- 脳神経外科
- 形成外科
- 皮膚科

## 医療機関の指定・認定
（下表の出典）
| 保険医療機関                     | 結核指定医療機関                                         |
| 労災保険指定医療機関             | 原子爆弾被害者指定医療機関                               |
| 指定自立支援医療機関（更生医療） | 難病の患者に対する医療等に関する法律に基づく指定医療機関 |
| 生活保護法指定医療機関           |                                                          |

- 救急告示病院（二次救急）[2]
- DPC対象病院[3]
- このほか、各種法令による指定・認定病院であるとともに、各学会の認定施設でもある。

## 交通アクセス
- 近鉄奈良線「東生駒駅」より徒歩3分[4]